# John P. McCarthy
Pour les articles homonymes, voir John MacCarthy (homonymie) et Mac Carthy.
John P. McCarthy (1884 - 1962), parfois crédité J. P. McCarthy ou John McCarthy, est un scénariste et réalisateur américain. Au début de sa carrière, il a été aussi acteur dans une dizaine de courts-métrages du cinéma muet et dans Intolérance de Griffith.

## Filmographie
Réalisateur
- 1920 : Out of the Dust
- 1921 : Shadows of Conscience
- 1924 : Rough Ridin'
- 1925 : Pals
- 1925 : Hurricane Hal
- 1925 : Brand of Cowardice
- 1926 : Border Whirlwind
- 1926 : Vanishing Hoofs
- 1927 : The Lovelorn
- 1927 : His Foreign Wife

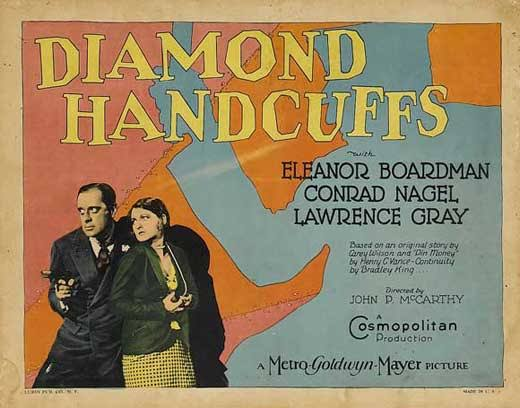
Affiche du film Diamond Handcuffs (1928).

- 1927 : La Vendeuse des galeries (Becky)
- 1927 : The Devil's Masterpiece
- 1928 : Diamond Handcuffs (en)
- 1929 : The Eternal Woman
- 1930 : Headin' North
- 1930 : The Land of Missing Men
- 1930 : Oklahoma Cyclone
- 1931 : Cavalier of the West
- 1931 : The Nevada Buckaroo
- 1931 : Mother and Son
- 1931 : Ships of Hate
- 1931 : The Ridin' Fool
- 1931 : Rider of the Plains
- 1931 : God's Country and the Man
- 1931 : The Nevada Buckaroo (en)
- 1931 : Sunrise Trail
- 1932 : Crashin' Broadway
- 1932 : The Fighting Champ
- 1932 : Lucky Larrigan
- 1932 : The Forty-Niners
- 1932 : The Western Code
- 1933 : The Return of Casey Jones
- 1933 : Qui a tué ? (Trailing North)
- 1935 : Lawless Border
- 1935 : The Law of 45's
- 1936 : Song of the Gringo
- 1936 : The Lion Man
- 1939 : Paramount Paragraphics: Bits of Life
- 1944 : Marked Trails
- 1944 : Raiders of the Border
- 1945 : The Cisco Kid Returns

Scénariste
- 1920 : Out of the Dust
- 1921 : Shadows of Conscience
- 1925 : Hurricane Hal
- 1925 : Brand of Cowardice
- 1927 : His Foreign Wife
- 1930 : Headin' North
- 1930 : The Land of Missing Men
- 1930 : Oklahoma Cyclone
- 1931 : Cavalier of the West
- 1932 : Beyond the Rockies
- 1933 : The Return of Casey Jones
- 1933 : The Gallant Fool
- 1936 : Song of the Gringo
- 1939 : Conspiracy
- 1939 : Paramount Paragraphics: Bits of Life
- 1944 : Marked Trails
- 1946 : Under Arizona Skies

Acteur
- 1914 : Who Shot Bud Walton? de Raoul Walsh
- 1914 : The Availing Prayer de Donald Crisp
- 1914 : The Wireless Voice d'Edgar Lewis
- 1915 : For His Pal : Ling Hung Foo
- 1915 : The Little Orphans de John Gorman
- 1916 : Jerry's Double Header de Milton J. Fahrney
- 1916 : Intolérance (Intolerance: Love's Struggle Throughout the Ages) de D. W. Griffith : Le gardien de prison (dans l'histoire moderne)
- 1917 : The Flying Target de Milton J. Fahrney